# Saxlingham
Saxlingham – wieś w Anglii, w hrabstwie Norfolk, w dystrykcie North Norfolk. Leży 38 km na północny zachód od Norwich i 175 km na północny wschód od Londynu. W 2001 miejscowość liczyła 273 mieszkańców.